# Abreviatura
Uma abreviatura ou abreviação (do latim abbreviatione) é um termo onde se utiliza um ponto final para se indicar que se trata de uma forma incompleta. Por exemplo: "adj." é a abreviatura de "adjetivo"; "máx.", de "máximo"; "V. Ex.ª" de "Vossa Excelência"; "A/C" e "Ref." são abreviaturas respectivamente de "aos cuidados de" e "referência" (fórmulas usada em cartas comerciais). As abreviaturas foram criadas no século XIX para facilitar a comunicação.
Desde o advento do manuscrito, a prática das abreviações (em sentido amplo) se vem incrementando. No passado, elas podiam ser consideradas mais ou menos estáveis e comuns (abreviaturas) ou mais ou menos episódicas (abreviações).

## Tipos de reduções
Desde o século XIX, porém, apareceram três grupos amplos que, em conjunto, podem ser chamados reduções ou braquigrafias:
- reduções tradicionais mais ou menos fixas (V., por você, V.M., por Vossa Mercê, Sr., por Senhor), chamadas abreviaturas;
- reduções feitas especialmente para uso em certa obra especializada (abreviações);
- ditas símbolos (nesse sentido pertinentes), como é o caso das usadas no sistema metrológico internacional ou na química, etc. (e que se caracterizam por terem uso de letra maiúscula com valor especial, mas sem ponto final redutor nem indicação de flexões).

Mas, já do século passado para cá, os nomes intitulativos designativos de associações, sociedades, empresas, companhias, firmas e afins passaram também a ser objeto de reduções, tal como antes já se fazia, em trabalhos eruditos, com os títulos de obras de referência (dicionários, enciclopédias etc.), quando repetidamente citados.
Essas reduções podem ser chamadas siglas: especializadamente se vem convencionando que, quando uma sigla tem caráter de palavra ou vocábulo, seja dita siglema (Petrobras) e, quando não o tenha, seja dita siglóide (EE.UU.A. ou EUA).
As siglas em grande número se fazem pelas letras iniciais do intitulativo (URSS, UNESCO, OPEP) ou por letras e sílabas iniciais (Sudam, Superintendência do Desenvolvimento da Amazônia), ou por combinações arbitrárias. Entra-se, assim, em certas reduções em que se podem misturar letras e elementos ideográficos, gerando uma série de signos, sinais e logotipos, e mesmo índices e ícones.